# Hummelbosholm
Hummelbosholm este o arie protejată (arie specială de conservare — SAC, sit de importanță comunitară — SCI, arie de protecție specială avifaunistică — SPA) din Suedia întinsă pe o suprafață de 233,7 ha, integral pe uscat.

## Localizare
Centrul sitului Hummelbosholm este situat la coordonatele 57°11′51″N 18°33′45″E / 57.1975°N 18.5624°E.

## Înființare
Situl Hummelbosholm a fost declarat sit de importanță comunitară în decembrie 1995 pentru a proteja 6 specii de animale. Alte tipuri de protecție:
- arie de protecție specială avifaunistică (în martie 1996)[2]
- arie specială de conservare (în martie 2011)[1][3][4]

## Biodiversitate
Situată în ecoregiunile boreală și marină baltică, aria protejată conține 6 habitate naturale: Terase mlăștinoase și terase nisipoase neacoperite de apă la reflux, Pășuni din zone de pădure fino-scandinave, Pajiști uscate seminaturale și facies de acoperire cu tufișuri pe substraturi calcaroase (Festuco-Brometalia) (* situri importante pentru orhidee), Vegetație perenă pe țărmurile stâncoase, Pajiști cu Molinia pe soluri calcaroase, turboase sau argilos-nămoloase (Molinion caeruleae), Pășuni de coastă din Baltica boreală.
La baza desemnării sitului se află mai multe specii protejate de  păsări (6): Branta leucopsis, lebădă de iarnă (Cygnus cygnus), bătăuș (Philomachus pugnax), ciocântors (Recurvirostra avosetta), chiră mică (Sterna albifrons), Sterna paradisaea.